# Videoton TVC
Il TV Computer (TVC) è un home computer a 8 bit prodotto nel 1986 dalla ungherese Videoton.
Il computer era basato sul microprocessore ZiLOG Z80 ed era dotato di un interprete per il linguaggio BASIC. 
I programmi potevano essere caricati tramite registratore di cassette o floppy disk.
Aveva un Joystick incorporato ed una tastiera con lettere ungheresi e nove tasti funzione.
Furono prodotti tre diversi modelli:
- TVC 32k, con 32 kB di memoria RAM.
- TVC 64k, con 64 KB di RAM.
- TVC 64k+ con 64K di RAM, una nuova versione del Basic (v2.2) ed una quantità maggiore RAM video (64 KB al posto di 16).

Era dotato di tre modi grafici: 128x240 con 16 colori, 256x240 con 4 colori e 512x240 in bianco e nero.

## Specifiche tecniche
- CPU Z80 a 3.125 MHz
- RAM 32 o 64 KB a seconda del modello
- ROM 20 KB (OS+Basic), 24 KB max.
- Modo testo: 64x24
- Modi grafici: 128x240 pixels con 16 colori, 256x240 con 4 colori e 512x240 in bianco e nero.
- Suono ad un canale